# Арена, Мари
Мари Арена (фр. Marie Arena; род. 17 декабря 1966, Монс, Эно, Бельгия) — бельгийский государственный деятель, член Социалистической партии Французского сообщества, входящей в состав Партии европейских социалистов (ПЕС). Министр Валлонского региона и до 2009 года федеральный министр. Была второй женщиной-премьером Французского сообщества после Лоретты Онкелинкс с 19 июля 2004 по 20 марта 2008 года. После региональных выборов 2009 занимала пост сенатора Федерального правительства. Депутат Европейского парламента (ДЕП) с 1 июля 2014 г.
Нанятая в качестве помощника в офисе регионального министра труда Валлонии Мишеля Дардена в 1999 году, она сменила его на этой должности в следующем году. Она присоединилась к федеральному правительству в 2003 году в качестве министра государственной службы в пурпурной коалиции Ги Верхофстадта.
После региональных выборов в июне 2004 года она в возрасте 37 лет была назначена министром-президентом Французского сообщества Бельгии и управляла в коалиции с Гуманистическим демократическим центром.
Она была отозвана в федеральное правительство в качестве министра социальной интеграции в марте 2008 года, но исполняла эти обязанности только в течение 18 месяцев. На самом деле она заняла свое место в Палате представителей в июле 2009 года, затем была избрана сенатором в июне 2010 года. Четыре года спустя она получила место в Европейском парламенте.

## Биография

### Молодость
Она родилась в декабре 1966 года в Монсе, изучала экономику в католическом университете Монса (FUCaM) и получила там степень в 1988 году. Затем она работала в Валлонском управлении профессионального обучения и занятости (Forem, L’Office wallon de la formation professionnelle et de l’emploi).

### Политический подъем
После региональных выборов в июне 1999 года она стала помощником Мишеля Дардена, министра занятости, обучения и жилищного строительства в правительстве Валлонского региона. Когда в апреле 2000 года министр-президентаЭлио ди Рупо сменил Жан-Клод Ван Каувенберге, Мари Арена сменила Дардена в возрасте 33 лет.
В то же время она переехала из Шиме в Бенш, чтобы через шесть месяцев подать заявку на пост мэра коммуны во время коммунальных выборов. Его списку предшествует картель социалистических диссидентов, независимых и социал-христиан, который положил конец 24-летней гегемонии PS binchois.

### Министр, затем министр-президент
11 июля 2003 года Арена была назначена федеральным министром государственной службы, социальной интеграции и городской политики в радужной коалиции фламандского либерала Ги Верхофстадта. Ее заменил Филипп Курар в кабинете министров Валлонии, а 14 ноября к ее министерским обязанностям добавились «Равные возможности».
После региональных выборов в июне 2004 года Социалистическая партия снова стала ведущей политической силой в Парламенте Французского сообщества. Мари Арена была приведена к присяге в качестве министра-президента 19 июля во главе «красно-римской коалиции» с Гуманистическим демократическим центром (cdH). Накануне она ушла в отставку из федерального правительства. Она также была министром общины по обязательному образованию и социальной поддержке, а также министром обучения в правительстве Валлонии.
В декабре коалиция столкнулась с разногласиями по поводу стоимости ремонта правительственных офисов в Брюсселе. В то время как её предшественник-либерал Эрве Хаскен говорил, что оставил кабинет укомплектованным и в хорошем состоянии, сотрудники нового главы правительства утверждали обратное. Затем она объясняет, что сумма в 300 000 евро должна быть установлена против общей площади соответствующего здания, а именно 11 000 м². Когда газета Le Soir сообщила, что на ремонт одного этажа было потрачено 275 000 евро, окружение министра-президента ответило, что спор длился достаточно долго.
Примерно два года спустя, 14 октября 2006 года, Арена снова баллотировалась на муниципальных выборах в Бенше. Связавшись с Реформаторским движением и диссидентом уходящего большинства, Социалистическая партия вернула себе власть, но пост мэра достался Лорану Девину, автору лучшего личного рейтинга. Мари Арена, которая заключила договор большого соглашения с либералом Оливье Хастел, стала лидером социалистов в коммунальном совете.

### Кратковременное возвращение к федеральному
На федеральных выборах 10 июня 2007 года Арена баллотировалась в Палату представителей по избирательному округу Эно, заняв второе место в списке Элио Ди Рупо. С 20 187 голосами она заняла второе место среди кандидатов-социалистов и получила мандат федерального депутата. 20 июля следующего года она отказалась от полномочий по социальному продвижению в своей исполнительной власти, хотя новый министр-президент Валлонии Руди Демотт не назначил её повторно.
В начале марта 2008 года Арена объявила о своем намерении покинуть город Бенш, признав, что не смогла набрать количество голосов, соизмеримое с её заметностью на посту министра. Она решила поселиться в Форесте, в столичном регионе Брюсселя, что позволит ей баллотироваться на региональных выборах в Брюсселе.
Он находит федеральное правительство 20 марта 2008 года, когда он назначен министром социальной интеграции, пенсий и великими городами Кретиен-демократ Фламандских Ив Ленма. Затем Руди Демотт занял пост министра-президента французского сообщества. В конце 2008 года это подтвердил Херман Ван Ромпей.
В области пенсий он увеличивает, а затем отменяет взнос солидарности для самых низких пенсий. Он создает Национальную пенсионную конференцию для обсуждения в партнерстве с социальными партнерами и администрациями, касающимися будущего модели пенсионного фонда. С точки зрения социальной интеграции оно организует и защищает прием просителей убежища. Он призывает к реализации правительственного соглашения, которое должно разрешить легализацию иммигрантов, проявивших реальное стремление к интеграции.

### Парламентский период
После назначения Карела Лодевейка де Гюхта европейским комиссаром Ван Ромпей и его партнеры по коалиции соглашаются провести перестановки в кабинете министров 17 июля 2009 года. Затем PS принял решение доверить пост федерального министра пенсий Мишелю Дердену, исключенному двумя днями ранее из правительства Валлонии. Без дальнейшей ответственности, Мари Арена оказывает владение его федеральным депутатом в доме представителей.
На выборах 13 июня 2010 года Арена баллотировалась в Сенат в списке федерального министра Климамата Павла Магетта. Собрав 77 706 голосов, она вошла в верхнюю палату бельгийского парламента как вторая социалистка по числу полученных голсоов. Она подала заявку на муниципальных выборах 14 октября 2012 года в Форесте, заняв третье место в социалистическом списке Марка-Жана Гисселса. Тем не менее он занимает четвертое место в PS с 1026 голосами.
23 марта 2014 года президент Социалистической партии Пол Магнетт предложил Мари в качестве главы списка на европейских выборах 25 мая. Мари была избрана в Европейский парламент с 18603 годами, что делает его первым социалистом, второй женщиной (после Марианн Леони Петрус Тиссен) и второго франкоявления (позади Луи Мишель) лучшего избранного. Член прогрессивного альянса группы социалистов и демократов в Европейском парламенте (S & D), она зависит от международной торговой комиссии и комиссии по правам женщин. Она была переизбрана на европейских выборах 2019 года по списку Социалистической партии во главе с Полом Магнеттом и была назначена в Европейском парламенте председателем подкомитета по правам человека.